# 电子不停车收费系统 (中国大陆)

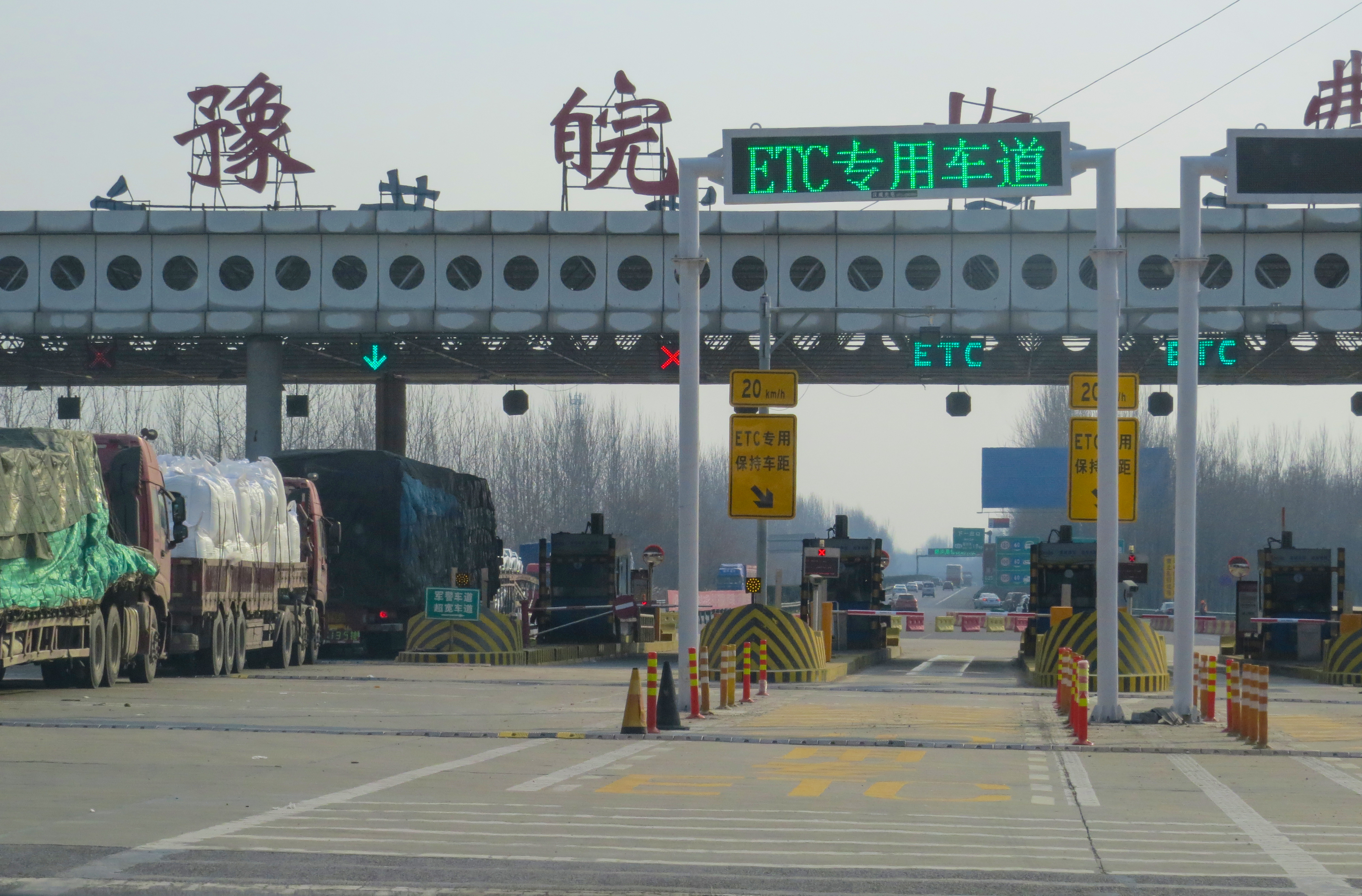
濟廣高速公路豫皖收費站的ETC車道（现已拆除）

大陸地區兼有ETC和人工收费功能的收费站标志

电子不停车收费系统（英語：Electronic Toll Collection），是目前中华人民共和国高速公路正在实施的收费系统之一，由中华人民共和国交通运输部负责全国性系统维护。目前，ETC为中国大陆高速公路主要的收费系统，同时也是全世界里程最长的高速公路ETC联网系统。2020年1月1日大陸地區高速公路启用新的收费系统后，收费站的ETC车道占比达7成以上。

## 历史

### 初期发展
大陸地區在1990年代中期开始于部分高速公路上小规模试点应用电子不停车收费系统，展开ETC技术的初步研究和测试。当时的ETC系统大多数与境外厂家合作进行试验，也由一些境内企业引入国际技术生产相关设备，这些技术基本上是境外在1980年代中期到1990年代初期的产品和技术。其中，广东省引进美国德州仪器公司的ETC收费设备，试点在当时的佛山市区、南海市、顺德市等地的收费公路上建立ETC车道，这是中国大陆最早的ETC系统。由于当时大陸地區高速公路网络不大，加上当年大陸地區家庭较少拥有汽车，而在美国和欧洲普遍使用的单片式ETC技术不适应大陸地區的封闭式收费公路，因此这些试点系统并未在中国大陆取得成功。
1998年6月，中华人民共和国交通部组织交通部公路科学研究所、西安公路科学研究所、广东省交通厅、北京市交通局、江苏省交通厅、四川省交通厅开展“网络环境下不停车收费系统研究与应用推广”项目研究，而该项目的科研成果纳入了交通部2000年发布的《高速公路联网收费暂行技术要求》。翌年，交通部公路科学研究所ITS中心提出以“两片式电子标签＋双界面IC卡”的组合式电子收费系统方案，作为中国大陆ETC系统的标准，同时与各大公司合作，联合开展ETC技术及产品的开发。2000年6月，“高等级公路电子收费系统技术开发和产业化”项目启动，在京珠高速公路广东韶关段启动ETC试点工程。在此次试点中还开发了5.8GHz频段的组合式ETC收费的核心产品、软件系统、检测装置等。
2004年12月，广东省正式启用ETC收费系统。其后，北京、上海、江苏、浙江、陕西、福建、江西等地陆续开通ETC服务。2007年5月，中国大陸制定的电子不停车收费系列国家标准开始实施。翌年，交通运输部颁布《收费公路联网收费技术要求》，制定ETC相关标准。

### 联网运营

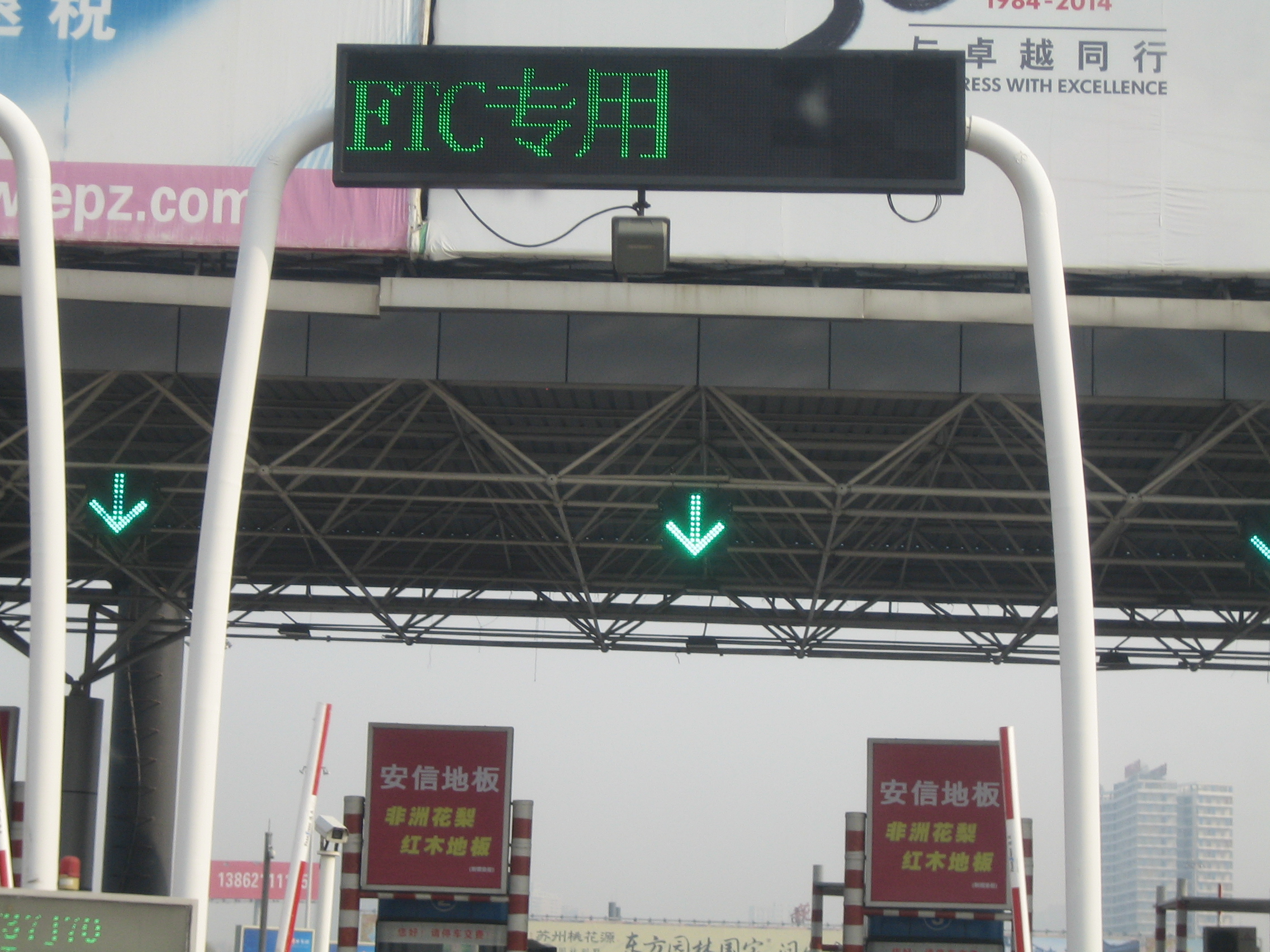
京沪高速、沪蓉高速（沪宁高速）花桥省界收费站上的ETC车道（2015年），于2020年1月1日撤销

2007年初，交通部下发《关于开展京津冀和长三角区域高速公路联网不停车收费示范工程建设的通知》，指出在京津冀和长三角4省市试点区域联网不停车收费示范工程建设。2008年12月31日，长三角高速公路电子不停车收费系统正式试运行，上海市、江苏省成为首个实现ETC联网运营的地区。根据交通运输部的规划，2009年年内，浙江、安徽、江西将陆续开通跨省联网ETC系统，长三角四省一市高速公路网将实现ETC的互联互通；河北、天津和山东也将计划开通ETC系统，将与北京市的ETC系统实现联网。
2014年，交通运输部启动全国高速公路ETC联网工作。2014年12月21日，北京、天津、河北、山东、山西、上海、江苏、浙江、安徽、福建、江西、辽宁、陕西、湖南14个省市的ETC系统实现互通。2015年9月28日，随着内蒙古、黑龙江、广西、新疆并入ETC联网区域，中国大陆的ETC系统正式实现了除海南、西藏外的全国互通。为推广ETC系统，2015年10月，中国大陆举行“ETC宣传推广月”，向用户推出优惠活动。
2019年3月5日，中华人民共和国国务院总理李克强在第十三届全国人民代表大会第二次会议上发表政府工作报告，指出“两年内基本取消全国高速公路省界收费站”。4月28日，交通运输部表示已完成《深化收费公路制度改革取消高速公路省界收费站实施方案》起草工作，指出计划到2020年基本取消高速公路省界收费站，而推进该政策的实施关键则在于推动ETC安装使用。5月10日，交通运输部召开记者会，表示计划进一步推广普及ETC系统，措施包括免费安装ETC设备等。计划于当年年底，中国大陆地区ETC使用率达90%以上。而交通运输部出台的《关于大力推动高速公路ETC发展应用工作的通知》要求，自7月1日起，严格落实对ETC用户不少于5%的车辆通行费基本优惠政策，并实现对通行本区域的ETC车辆无差别基本优惠。

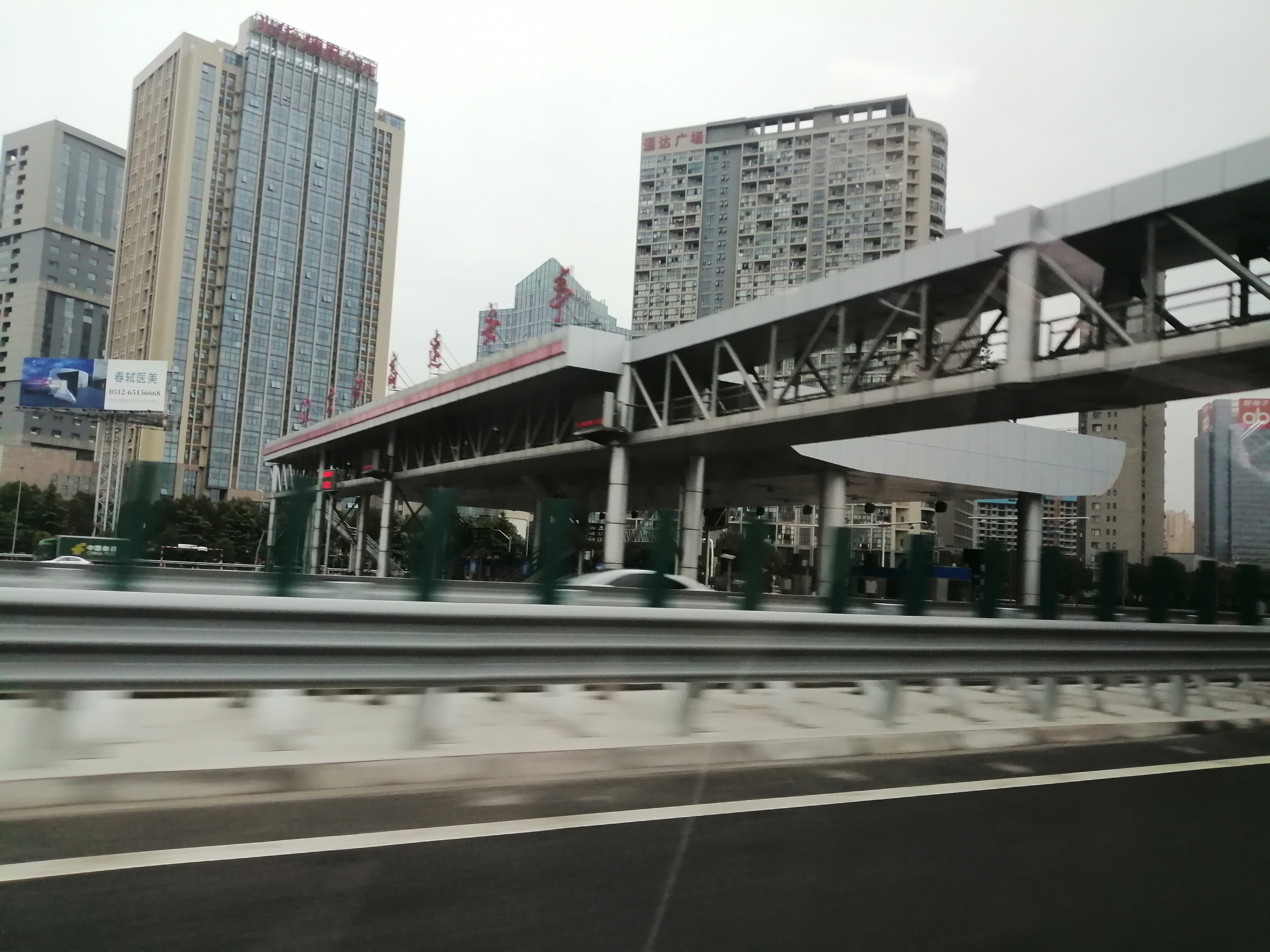
作为推进ETC安装使用的措施，从2020年1月1日起，全国高速公路统一撤销省界收费站。此为京沪高速、沪蓉高速（沪宁高速）上的原安亭省界收费站（往南京方向，位于江苏省、上海市地界）

2020年1月1日零时，根据交通运输部的部署，全国29个联网省份的487个高速公路省界收费站全部取消，所有高速公路统一使用ETC门架完成计费（海南省和西藏自治区未参与是因为其境内无高速公路收费站）。

## 申领和使用

### 申请渠道
目前，车主如需申请安装ETC，除了可以前往高速公路收费口的ETC服务中心、高速公路服务区申请安装外，各地发行机构亦与银行、保险、电信运营商、加油站、4S店、汽车维修厂、停车场等机构合作开设服务网点，车主可在就近网点办理ETC有关业务。此外，发行机构及合作机构可通过开通网站、客户端等形式，为客户提供ETC服务。根据交通运输部印发的《关于大力推动高速公路ETC发展应用工作的通知》，各服务网点可为车主免费安装ETC。2019年8月18日，交通运输部宣布启用“中国ETC服务平台”，车主可通过微信“国务院客户端”小程序ETC服务专区或交通运输部官方微信ETC服务平台在线申办ETC。8月20日，支付宝宣布可免押金办理ETC，此前用户办理需要缴纳130元押金。

### 卡片分类
大陸地區的ETC卡可分为储值卡、记账卡和银行联名卡。其中储值卡是早期ETC用户选用最多的卡，采取“先充值后消费”的模式，目前已停止发行。现时记账卡是申请ETC时所用卡片的唯一类型，可允许ETC用户绑定既有银行账户以及第三方支付账户。既有客户可根据自身需求将既有储值卡转换为记账卡。此外，一些银行亦与各地ETC发行机构合作，推出ETC联名卡。根据中国人民银行、中国银行保险监督管理委员会联合发布的《关于金融服务支持收費公路制度改革的指导意见》，明确商业银行原则上停止新增发行ETC联名卡，用户确有需求的，商业银行应在发行时默认关闭小额免密免签服务，并向用户充分提示风险。

### 使用
在2020年1月1日零时高速公路省界收费站取消及启用新的收费系统后，原有的收费站改以新建的ETC门架代替。安装ETC的车主在经过门架时，会捕捉车牌号码、车辆类型等信息，并准确记录、识别车辆的行驶路径实现计费。对于使用ETC储值卡的车辆，则应当在卡内余额充足的情况下驶入高速公路，否则收费站不予抬杆。
使用ETC的车辆亦可享受高速公路通行费优惠政策。根据相关规定，除国务院另有规定外，各类高速公路通行费减免等优惠政策均依托ETC系统实现。
除此之外，使用ETC的车辆还可以以“无感支付”形式在停车场停车。在部分地区（如上海市），所有ETC用户可享受免费旅游权益，在进入景区参观时可享受免费入场政策。交通运输部亦协调相关地区和部门，推动ETC在加油和城市停车场的应用，使用ETC的车辆进入以上场所可获优惠。

### 信用惩戒
根据中国人民银行、中国银行保险监督管理委员会联合发布的《关于金融服务支持收公路制度改革的指导意见》，ETC用户如欠费超30日，将上报个人征信系统，信息保存期限按《征信业管理条例》相关规定执行；中国支付清算协会、清算机构应组织成员单位建立黑名单管理机制。

## 运营情况

### 发行机构

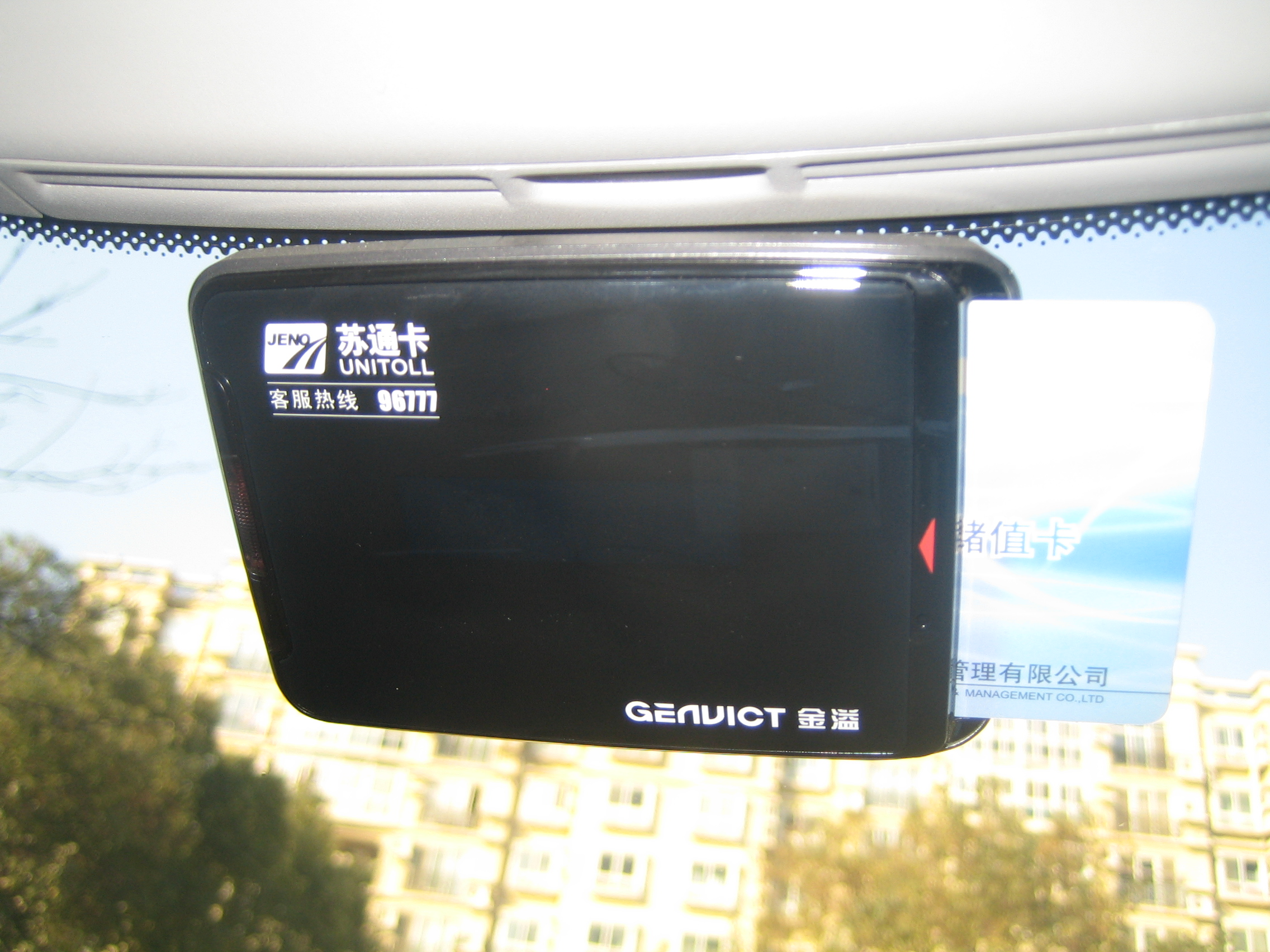
一套ETC设备，电子标签插入的卡片为江苏省境内发行的苏通卡

虽然目前大陸地區的ETC为统一系统，但仍实行分行政区发行通行卡。以下为各一级行政区的发行情况：
- 北京市：速通卡，由北京速通科技有限公司负责发行[28]
- 天津市：由天津市高速公路联网收费管理中心负责发行[29]
- 河北省：由河北一卡通电子支付服务有限公司负责发行[30]
- 山西省：山西快通卡，由山西省高速公路不停车收费运营服务中心负责发行[31]
- 内蒙古自治区：蒙通卡，由内蒙古畅捷高速公路联网收费结算有限公司负责发行[32]
- 辽宁省：辽通卡，由辽宁交投集团高速运营公司负责发行[33]
- 吉林省：吉通卡，由吉林省吉通电子收费运营服务有限公司负责发行[34]
- 黑龙江省：龙通卡，由黑龙江畅捷高速公路联网收费结算有限公司负责发行[35]
- 上海市：沪通卡，由上海公共交通卡股份有限公司负责发行[36]
- 江苏省：苏通卡，由江苏通行宝智慧交通科技有限公司负责发行[37]
- 浙江省：不停车收费通行卡，由浙江省公路管理局负责发行[38]
- 安徽省：徽通卡，由安徽省高速公路联网运营有限公司负责发行[39]
- 福建省：闽通卡，由福建省高速公路电子收费管理中心负责发行[40]
- 江西省：赣通卡，由江西省高速公路联网管理中心负责发行[41]
- 山东省：鲁通卡，由山东高速信联支付有限公司负责发行[42]
- 河南省：中原通，由河南省视博电子股份有限公司负责发行[43]
- 湖北省：通衢卡，由湖北省高速公路管理局负责发行[44]
- 湖南省：湘通卡，由湖南省高速公路管理局监制，委托湖南省高速公路监控中心发行[45]
- 广东省：粤通卡，由广东联合电子服务股份有限公司负责发行[46]
- 广西壮族自治区：八桂行卡，由广西捷通高速科技有限公司负责发行[47]
- 重庆市：通渝卡，由重庆高速公路集团有限公司负责发行[48]
- 四川省：由四川省交通运输厅高速公路监控结算中心负责发行[49]
- 贵州省：黔通卡，由贵州高速集团黔通智联公司负责发行[50]
- 云南省：云通卡，由云南公路联网收费管理有限公司负责发行[51]
- 西藏自治区：由西藏交建集团负责发行。需要说明的是，由于西藏地区境内高等级公路不收费，故西藏发行的ETC通行卡仅可在藏外使用，以此“促进西藏与内地省份交往”[52]。
- 陕西省：三秦通，由陕西高速公路电子收费有限公司负责发行[53]
- 甘肃省：陇原交通卡，由甘肃省高速公路管理局负责发行[54]
- 青海省：由青海省交通一卡通公司负责发行[55]
- 宁夏回族自治区：交投宁通卡，由宁夏交投高速公路管理有限公司负责发行[56]
- 新疆维吾尔自治区：由新疆维吾尔自治区交通运输厅负责发行[57]

海南省由于在1994年1月1日将“公路养路费、过桥费、过路费和公路运输管理费”四费合一为燃油附加费，并统一在燃油销售环节价外征收，故海南省内的高速公路不设收费站，实行免费通行政策，也因此暂时不发行ETC通行卡及设备；2019年8月，海南省人民政府决定成立海南省深化收费公路制度改革工作领导小组，此小组的职责包括海南省ETC发行推广工作。
由于各行政区发行主体不同，用户如发现ETC设备出现问题，一般不能异地维修，仅可在设备发出地区办理。

### 用户规模
| 统计时间节点 | 用户数量   |
| ------------ | ---------- |
| 2014年11月   | 超过1300万 |
| 2017年5月    | 5000万     |
| 2018年底     | 7656万     |
| 2019年8月2日 | 1亿        |
| 2019年12月底 | 2.04亿     |
| 2020年12月底 | 2.25亿     |

## 相关事件

### 疑似“二合一”ETC联名卡被盗刷事件
2016年12月，有媒体报道称一些人可通过手持便携式POS机盗刷ETC卡内的资金，引发民众反响。但中国银联专家则表示，并不是所有的ETC卡都能够通过POS机具被盗刷，但具有“闪付”功能的ETC联名卡应妥善保管，持卡人可关闭ETC以外的功能以免被盗刷。由于ETC联名卡存在盗刷风险，交通运输部已经于12月14日下发《关于应对ETC银行联名卡存在被盗刷风险的紧急通知》，通知称，在与银行合作发行ETC卡的工作中，要推进使用与银行卡账户关联却分离的联名卡，暂停或取消发行“二合一”的ETC联名卡。后经警方证实，这一盗刷事件实际上是一个加油站的员工使用了加油站的一种特殊的POS机进行的视频演示，他刷的是加油站的卡片，并非盗刷。根据2019年11月中国人民银行、中国银行保险监督管理委员会联合发布的《关于金融服务支持收公路制度改革的指导意见》，明确商业银行原则上停止新增发行ETC联名卡，用户确有需求的，商业银行应在发行时默认关闭小额免密免签服务，并向用户充分提示风险。

### 多地强制推广ETC事件
自中国大陆开始推广使用ETC以来，中国大陆各地在推广过程中出现了一些不当行为。2019年11月29日，福建厦门高速收费站挂起“不响应国家号召的车辆，不欢迎使用高速公路”的标语，而该标语由于舆论压力，于翌日下午撤下。而从12月2日起，福建晋江街头挂起告示牌，指出未安装ETC的车辆，禁止从晋江范围内高速入口驶入高速。而有关部门回应称，通告旨在鼓励车主抓紧办理ETC。其后，湖南株洲又曝出“车主不装ETC就不让年检”的消息，但遭到株洲官方否认。之后天津等地亦发生相关事件，注明“仅供ETC车辆驶入”。后交通运输部公路局回应称情况属实，要求天津市交通部门整改，之后天津市交通委两名处长被问责，受到免职处理。12月19日，广东的罗先生夫妇驾车到桂林一高速收费站欲进入高速公路，但由于车辆未办理ETC，不能驶入高速。当他们跟收费员沟通时，该收费员态度恶劣，并称让罗先生出不了桂林，而该收费员遭到降级处分。此外在河南更出现“各行政单位分配到一定数额ETC安装的名额，未完成的单位将要被县政府约谈批评”、与“不忘初心、牢记使命”主题教育挂钩，进村入户宣传ETC的情况。对此，交通运输部在发布会上回应称，严禁通过任何方式强制或变相强制安装ETC，严禁以任何方式对非ETC车辆通行高速公路或者办理涉车业务设置障碍。

### 新收费系统启用后的相关事件
2020年1月1日，在新的高速公路收费系统启用后，中国大陆多地出现高速公路收费站出入口ETC车道拥堵的情况。除此之外，也有一些ETC车辆在扣费时存在疏忽的情况。对此，交通运输部在1月3日召开的视频会议上回应称，指出“要加强收费站软硬件达标升级，加强收费人员培训，确保新系统稳定运行”。1月10日，交通运输部再次召开会议，就扣费时存在疏忽的情况时表示“将认真复核费率，逐个核实情况，依法妥善处置，对确认多收费的，足额及时退还车主”。同时针对收费站前拥堵问题再次表态，称将建立疏堵长效机制，强化联动指挥。交通运输部称“截至1月9日，全国高速公路“500米以上拥堵收费站”的数量比2019年同期降低了21%；平均拥堵时长比2019年同期减少了10%；平均通行速度比2019年同期提高了13%”。交通运输部还表示，将开展“服务提升月”活动。1月17日，交通运输部举行1月份例行新闻发布会，发言人吴春耕表示在系统切换初期，由于技术不稳定等原因，出现了部分人工车道拥堵加剧、CPC卡不识别、收费额显示错误等问题，在半个多月的完善后，总体运行情况出现好转。对于用户反映通行一次高速公路会多次收到扣费短信，但出口无法知晓全程收费金额的现象，交通运输部回应称将在全国范围内落实短信通知账单和客户端查询，同时研究出口显示收费的金额，相关设备设施正在研发，将在部分收费站试点在出口显示收费金额。
另外，在2020年1月1日，有媒体报道称，在上海沪金高速公路行驶，接运伤者的救护车由于未装ETC设备，被强行收取通行费。根据2016年11月1日起施行的《上海市急救医疗服务条例》， 规定“对执行急救任务的救护车，免收道路通行费和停车费”；而根据国家《收费公路管理条例》的可免费通行车辆的相关规定，救护车并不在免费通行行列。不过，广东、黑龙江和北京等省市也先后发布过地方性文件，指出对正在执行紧急任务并设有固定装置的救护车减免通行费用。对此，上海市交通委就此事表示“收费道口工作人员对政策理解不全面”，交委也同时回应称“为保障执行急救任务的救护车通行高速公路，上海对120急救车辆通过政府购买服务的方式实现免费通行”。交通运输部回应称，建议救护车等执行特殊任务车辆安装ETC，实现快捷通行。
1月16日，由于新的高速公路收费系统启用后产生的许多问题，江苏南京一名律师将江苏省的ETC卡发行商江苏通行宝智慧交通科技股份有限公司起诉至法院。
从2020年4月下旬开始，为进一步优化完善收费系统功能，确保出口显示屏可以显示通行费信息，各地启动高速公路收费系统优化完善实车测试，各收费站将栏杆降落，亦代表恢复“一车一杆”模式。
有部份私家車司機利用別人的ETC來過收費站的事件屢有發生，因此除了司機利用移除ETC系統外，各收費站也展開打擊行動。凡有司機用別人ETC繳費，一律列入黑名單，不得使用高速公路。